# Naściszowa
Naściszowa – wieś w Polsce położona w województwie małopolskim, w powiecie nowosądeckim, w gminie Chełmiec.
Wieś duchowna, własność opactwa norbertanów w Nowym Sączu położona była w drugiej połowie XVI wieku w powiecie sądeckim województwa krakowskiego.
| SIMC    | Nazwa   | Rodzaj    |
| ------- | ------- | --------- |
| 1050603 | Brzezie | część wsi |

## Położenie
Wieś leży na krawędzi Pogórza Rożnowskiego i Kotliny Sądeckiej, nad potokiem Naściszówka (dopływ Łubinki). Graniczy z miastem Nowy Sącz, Wielopolem, Klimkówką, Librantową i Januszową. 30 czerwca 2004 r. liczyła 163 mieszkańców.

## Historia
Wieś istniała już we wczesnym średniowieczu, ale pierwsze pisane wzmianki o niej dotyczą tylko zmiany jej statusu prawnego, czyli przeniesienia z prawa polskiego na niemieckie. Rejestr poborowy z 1581 stwierdzał, że w kluczu, w którego skład wchodziła Januszowa, Naściszowa, Librantowa Większa, Librantowa Mniejsza i Boguszowa był folwark, 14 łanów kmiecych, 4 zagrodników z rolą, 8 komorników z bydłem, 7 komorników bez bydła oraz 1 rzeźnik. Klucz ten należał do klasztoru norbertanek z Nowego Sącza. Po I rozbiorze Polski, w latach 1782–1785 dobra norbertanek zostały skonfiskowane i włączone do austriackich dóbr kameralnych. W 1829 cały klucz ponorbertański kupił hrabia Józef Hebenstreit. W drugiej połowie XIX w. kupił je Franciszek Holeni, który szukał tu ropy naftowej. Jego projekty jednak nie powiodły się i w 1880 dobra te rozdzielono wśród licznych spadkobierców.
1 sierpnia 1934 weszła w skład nowo utworzonej zbiorowej gminy Nowy Sącz w powiecie nowosądeckim w województwie krakowskim. 15 września 1934 Roszkowice weszły w skład gromady (sołectwa) Naściszowa w gminie Nowy Sącz.
1 lipca 1951 od Naściszowej odłączono Roszkowice, włączając je do Nowego Sącza.
2 lutego 1977 południową część Naściszowej, obejmującą n.in. Grabową (135 ha) włączono do Nowego Sącza (osiedle Kochanowskiego), a pozostałą część Naściszowej, po zniesieniu gminy Nowy Sącz, włączono do gminy Chełmiec.
W latach 1975–1998 miejscowość administracyjnie należała do województwa nowosądeckiego.